# Xenosphingia jansei
Xenosphingia jansei är en fjärilsart som beskrevs av Jordan 1920. Xenosphingia jansei ingår i släktet Xenosphingia och familjen svärmare. Inga underarter finns listade i Catalogue of Life.